# Campospotlijster
De campospotlijster (Mimus saturninus) is een vogelsoort uit de familie mimidae die vooral voorkomt in Brazilië, maar ook  Bolivia, Uruguay, Paraguay, Argentinië en Suriname. 
De soort telt vier ondersoorten:
- M. s. saturninus: zuidelijk Suriname en noordelijk Brazilië.
- M. s. arenaceus: noordoostelijk Brazilië.
- M. s. frater: van centraal Bolivia tot centraal Brazilië.
- M. s. modulator: van oostelijk Bolivia en noordelijk Argentinië tot zuidelijk Brazilië en Uruguay.